# ضيق التنفس

ضعف التنفس أو متلازمة ضعف التنفس هو عندما يكون التنفس بشكل منخفض ومعدل التنفس منخفض بشكل غير طبيعي. يعرف البعض التنفس بأنه أقل حدة من انقطاع النفس(التوقف التام للتنفس) في حين اكتشف باحثون آخرون أن ضعف التنفس له«تأثير مماثل إن لم يكن لايمكن تميزه» على النتائج السلبية لاضطرابات التنفس أثناء النوم. في عيادات النوم، عادة مايتم تشخيص متلازمة انقطاع النفس الانسدادي النومي أو انقطاع أو قصور التنفس بدلا من التفريق بين الظاهرتين. يُعرف ضعف التنفس عادة بانخفاض كمية حركة الهواء إلى الرئتين ويمكن أن يتسبب في انخفاض مستويات الأكسجين في الدم. عادة مايكون بسبب انسداد جزئي في مجرى الهواء العلوي.
يصنف ضعف التنفس أثناء النوم على أنه اضطراب في النوم. مع نقص التنفس المعتدل إلى الشديد، يكون النوم مضطرباً لدرجة أن المرضى قد ينامون ليلة كاملة ولكنهم لايزالون لايشعرون بالراحة لأنهم لم حصلوا على نوع النوم المناسب. يؤدي اضطراب التنفس إلى إنخفاض مستوى الأكسجين في الدم، مما قد يؤدي بدوره إلى تعطيل مراحل النوم.
ومع ذلك، فإن أحداث قصور التنفس أثناء النهار تقتصر في الغالب على أولئك الذين يعانون من ضعف شديد في عضلات الجهاز التنفسي ، كما يحدث في بعض الأمراض العصبية العضلية أو ضعف محرك التنفس المركزي، كما يحدث في حالات مثل متلازمة نقص التهوية المركزية الخلقية أو المكتسبة (ACHS أو CCHS). يمكن أن يتسبب نقص التنفس أثناء النهار أيضًا في انخفاض مستوى الأكسجين في الدم.

## الأعراض
أكثر أعراض نقص التنفس شيوعًا هو النعاس المفرط، والذي ينتج عن انقطاع النوم المستمر. غالبًا ما يعاني الأشخاص المصابون بقصور التنفس بسبب انسداد تدفق الهواء من الشخير بصوت عالٍ وثقيل يتخلله أصوات اختناق أو نوبات صاخبة تليها فترات من الصمت، لأنه لا يمكن أن يتدفق الهواء الكافي إلى الرئتين عبر الفم والأنف. يمكن أن تستمر فترات الصمت 20 ثانية أو أكثر ويمكن أن تحدث عدة مرات كل ساعة، مما يؤدي إلى قلة النوم وانخفاض مستويات الأكسجين في الدم.
قد تشمل الأعراض الأخرى لقصور التنفس الاكتئاب، والنسيان، وتغيرات الحالة المزاجية أو السلوكية، وصعوبة التركيز، وفقدان الطاقة، والعصبية، والصداع الصباحي. لا يعاني جميع الأشخاص المصابين بقصور التنفس من كل هذه الأعراض وليس كل من تظهر عليه هذه الأعراض يعاني من نقص التنفس.

### الآثار
ضعف التنفس هو اضطراب قد يؤدي إلى النعاس المفرط أثناء النهار وضعف جودة الحياة، بما في ذلك حوادث المرور، وانخفاض الإنتاجية في مكان العمل، والمشاكل العاطفية.
قد تشمل العواقب القلبية الوعائية لنقص التنفس احتشاء عضلة القلب وارتفاع ضغط الدم وأمراض القلب التاجية بالإضافة إلى مشاكل أخرى مثل السكتة الدماغية والمشاكل النفسية والعجز الجنسي والضعف الإدراكي وفقدان الذاكرة.

## الأسباب
من بين أسباب ضعف التنفس:
- عيوب تشريحية مثل تشوه الحاجز الأنفي أو ضيق خلقي في الصماخ الأنفي والمريء
- التهاب اللوزتين الحاد و / أو التهاب الغدد
- السمنة أو زيادة الوزن
- مرض عصبي عضلي أو أي حالة تؤدي إلى ضعف عضلات الجهاز التنفسي
- متلازمات نقص التهوية التي تنطوي على محرك تنفسي ضعيف أو فاشل
- استخدام المهدئات ، مثل الحبوب المنومة
- مدمن كحول
- التدخين
- شيخوخة
- البعض الآخر، ومعظمها أيضًا أسباب نموذجية لانسداد مجرى الهواء والشخير وتوقف التنفس أثناء النوم

## التشخيص
في سياق تشخيص وعلاج اضطرابات النوم ، لا يعتبر نقص التنفس مهمًا من الناحية السريرية ما لم يكن هناك انخفاض بنسبة 30٪ أو أكثر في التدفق يستمر لمدة 10 ثوانٍ أو أكثر وما يصاحب ذلك من 4٪ أو أكثر من عدم التشبع في O 2 لدى الشخص المستويات ، أو إذا أدى إلى إثارة أو تجزئة النوم.
النتيجة المباشرة لقصور التنفس (وكذلك انقطاع النفس) هي أن CO2</br> CO2 في الدم يزداد ومستوى الأكسجين في دم المريض يتناسب مع شدة انسداد مجرى الهواء. هذا النمط المضطرب من التنفس يولد أنماط نوم مضطربة، والتي تكون عواقبها أن هؤلاء الأفراد قد يظهرون زيادة التعب والخمول وانخفاض القدرة على التركيز وزيادة التهيج والصداع الصباحي. في الأساس، هؤلاء الأفراد متعبون للغاية بسبب عدم قدرتهم على الحصول على نوم جيد ليلاً.
يمكن أن يكون قصور التنفس إما مركزيًا، أي كجزء من إزالة الشعر بالشمع وتضاؤل جهد التنفس، أو معرقًا في الأصل. أثناء قصور التنفس الانسدادي، مقارنةً بانقطاع النفس الانسدادي، يتم إغلاق مجرى الهواء جزئيًا فقط. ومع ذلك، فإن هذا الإغلاق لا يزال كافيًا لإحداث تأثير فيزيولوجي، مثل إزالة التشبع بالأكسجين و / أو زيادة جهد التنفس الذي ينتهي عند الاستيقاظ.
يمكن حساب مؤشر ضعف التنفس (HI) بقسمة عدد أحداث نقص التنفس أثناء فترة النوم على عدد ساعات النوم. مؤشر توقف التنفس أثناء التنفس (AHI) هو مؤشر للشدة يجمع بين انقطاع النفس وقصور التنفس. يؤدي الجمع بينهما إلى حدوث شدة عامة لانقطاع التنفس أثناء النوم بما في ذلك اضطرابات النوم وعدم التشبع (انخفاض مستوى الأكسجين في الدم). يُحسب مؤشر انقطاع النفس وقلة التنفس، مثل مؤشر انقطاع النفس ومؤشر ضعف التنفس، بقسمة عدد حالات انقطاع النفس وقصورها على عدد ساعات النوم. مؤشر آخر يستخدم لقياس توقف التنفس أثناء النوم هو مؤشر اضطراب الجهاز التنفسي (RDI). إن RDI مشابه لـ AHI ، ومع ذلك، فإن RDI يتضمن أيضًا أحداثًا تنفسية لا تتوافق تقنيًا مع تعريفات انقطاع النفس أو قصور التنفس، مثل الإثارة المرتبطة بالجهد التنفسي (RERA) ، ولكنها تعطل النوم.

## علاج أو معاملة

### ضيق التنفس الانسدادي
أحد علاجات ضعف التنفس الانسدادي هو ضغط مجرى الهواء الإيجابي المستمر (CPAP). CPAP هو علاج يرتدي فيه المريض قناعًا على الأنف و / أو الفم. يدفع منفاخ الهواء الهواء عبر مجرى الهواء العلوي. يتم ضبط ضغط الهواء بحيث يكون كافيًا فقط للحفاظ على مستويات تشبع الأكسجين في الدم.
العلاج الآخر هو في بعض الأحيان جهاز فموي مخصص. يوصي بروتوكول الأكاديمية الأمريكية لطب النوم الخاص بانقطاع النفس الانسدادي النومي (OSA) باستخدام أجهزة عن طريق الفم لأولئك الذين يفضلون جهاز ضغط المسالك الهوائية الإيجابي المستمر والذين يعانون من انقطاع النفس النومي الخفيف إلى المتوسط أو أولئك الذين لا يستجيبون / لا يمكنهم ارتداء جهاز ضغط المجرى الهوائي الإيجابي. يمكن معالجة الحالات الشديدة من انقطاع النفس الانسدادي النومي باستخدام جهاز عن طريق الفم إذا كان المريض قد خضع لعملية تجريبية باستخدام CPAP. يجب أن تكون الأجهزة الفموية مصنوعة خصيصًا من قبل طبيب أسنان حاصل على تدريب في طب نوم الأسنان. 
غالبًا ما يمكن علاج ضعف التنفس الانسدادي الخفيف عن طريق فقدان الوزن أو تجنب النوم على ظهر الشخص. كما أن الإقلاع عن التدخين وتجنب الكحوليات والمهدئات والمنومات قبل النوم يمكن أن يكون فعالاً للغاية. تُعد الجراحة عمومًا الملاذ الأخير في علاج ضعف التنفس، ولكنها خيار خاص بالموقع لمجرى الهواء العلوي. اعتمادًا على سبب الانسداد، قد تركز الجراحة على الحنك الرخو أو اللهاة أو اللوزتين أو اللحمية أو اللسان. هناك أيضًا جراحات أكثر تعقيدًا يتم إجراؤها بتعديل الهياكل العظمية الأخرى - الفم والأنف وعظام الوجه.

### ضعف التنفس المركزي
يعاني الأشخاص المصابون باضطرابات عصبية عضلية أو متلازمات نقص التهوية التي تنطوي على فشل محرك الجهاز التنفسي من نقص التهوية المركزي. العلاج الأكثر شيوعًا لهذا الشكل هو استخدام التهوية غير الغازية مثل جهاز ضغط مجرى الهواء الإيجابي ثنائي المستوى (BPAP).

## علم أصول الكلمات
استخدامات كلمة ضعف التنفس الجمع بين أشكال من تحت؛ دون + -pnea ، من الجذور اليونانية تحت؛ دون (أي منخفضة، تحت، تحت، أسفل، أسفل عادي) وpnoia (بمعنى التنفس). انظر معلومات النطق في dyspnea .